# マジェンタの戦い
マジェンタの戦い（伊: La Battaglia di Magenta）は、第二次イタリア独立戦争中の1859年6月4日、イタリア北部ロンバルディア地方マジェンタ近郊において、サルデーニャ王国（ピエモンテ）軍・フランスの連合軍とオーストリア帝国軍で行われた戦闘である。 戦闘はサルデーニャ・フランス連合が勝利した。
この戦いにちなんで、フランス側の将軍パトリス・ド・マクマオンがマゼンタ公爵に叙せられた。また、この年に発明された染料にマゼンタという名前がつけられ、この年パリ市街に完成した通りがマゼンタ通りと命名された。
この戦闘中にフランスのズワーヴ兵が着ていた制服の赤紫色をマゼンタと呼ぶようになったとも言われる。